# Cillian Sheridan
Cillian Sheridan (ur. 23 lutego 1989 w Bailieborough) – irlandzki piłkarz występujący na pozycji napastnika.

## Kariera klubowa
Sheridan zawodową karierę rozpoczynał w 2006 w szkockim Celtiku ze Scottish Premier League. W tych rozgrywkach zadebiutował 20 maja 2007 w przegranym 1:2 pojedynku z Hibernianem. W tym samym roku zdobył z klubem mistrzostwo Szkocji oraz Puchar Szkocji. W 2008 ponownie zdobył z nim mistrzostwo Szkocji. 25 października 2008 w wygranym 4:2 spotkaniu z Hibernianem strzelił pierwszego gola w Scottish Premier League.
W lutym 2009 Sheridan został wypożyczony do Motherwell, także grającego w Scottish Premier League. Z kolei w sezonie 2009/2010 przebywał na wypożyczeniu w angielskim Plymouth Argyle (Championship) i szkockim St. Johnstone (Scottish Premier League).
W 2010 Sheridan podpisał kontrakt z bułgarskim CSKA Sofia. W A PFG zadebiutował 22 sierpnia 2010 w wygranym 1:0 pojedynku z Czerno More. 29 sierpnia 2010 w wygranym 3:1 spotkaniu z OFK Sliwen 2000 zdobył pierwszą bramkę w A PFG. W 2011 został wypożyczony do St. Johnstone. W latach 2012–2013 grał w Kilmarnock, a w 2013 przeszedł do APOEL FC. W 2015 został zawodnikiem Omonii Nikozja, w której grał do końca lutego 2017.
28 lutego 2017 Sheridan podpisał 2,5-letni kontrakt z Jagiellonią Białystok. 2 kwietnia 2017 zdobył dla Jagiellonii swą pierwszą bramkę w wygranym meczu 1:0 z Bruk-Bet Termalicą Nieciecza.

## Kariera reprezentacyjna
Sheridan jest byłym reprezentantem Irlandii U-21. W pierwszej reprezentacji Irlandii zadebiutował 25 maja 2010 w wygranym 2:1 towarzyskim meczu z Paragwajem.

## Dodatkowe informacje
Po golu Sheridana w 2015 Jagiellonia w dwumeczu z Omonią Nikozja odpadła z rozgrywek Ligi Europy UEFA.

## Sukcesy

### Celtic
- Mistrzostwo Szkocji: 2006/2007, 2007/2008
- Puchar Szkocji: 2006/2007
- Puchar Ligi Szkockiej: 2008/2009

### CSKA Sofia
- Puchar Bułgarii: 2010/2011

### APOEL
- Mistrzostwo Cypru: 2013/2014, 2014/2015
- Puchar Cypru: 2013/2014, 2014/2015
- Superpuchar Cypru: 2013

### Jagiellonia Białystok
- Wicemistrzostwo Polski: 2016/2017, 2017/2018.